# Secretary of Defense Meritorious Civilian Service Award

Ordensband des Secretary of Defense Distinguished Civilian Service Award

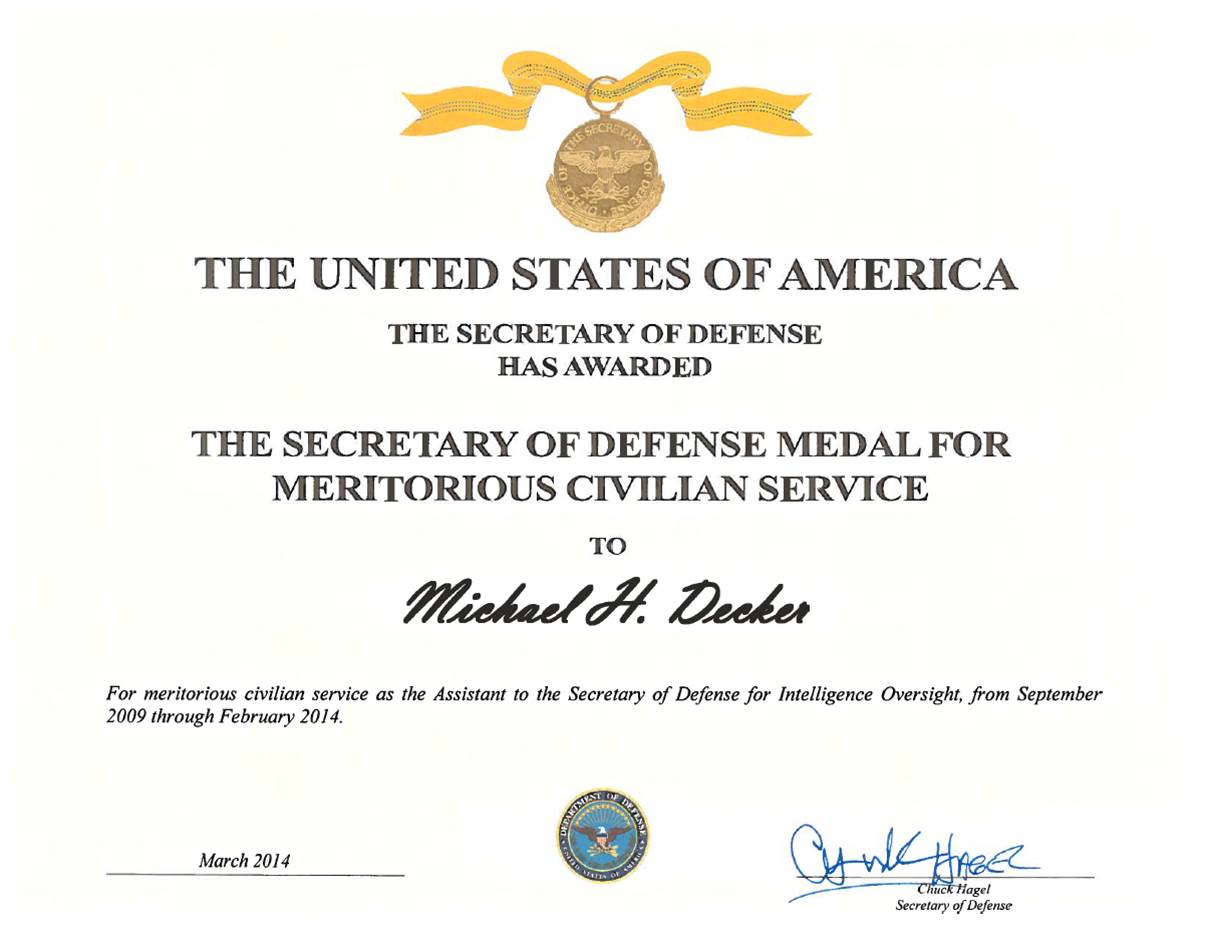
Verleihungsurkunde

Der Secretary of Defense Meritorious Civilian Service Award („Auszeichnung des Verteidigungsministers für verdienstvolle zivile Dienste“) ist die zweithöchste zivile Auszeichnung, die das Verteidigungsministerium (DoD) der Vereinigten Staaten von Amerika (USA) zu vergeben hat.

## Auszeichnung
Die Auszeichnung besteht aus einer Medaille an einem gelben Ordensband (Bild).
Sie kann an Mitarbeiter des Ministeriums verliehen werden, die sich durch außerordentlich verdienstvolle Beiträge von großer Bedeutung für das Ministerium  hervorgetan haben. Auch Organisationen, einschließlich Unternehmen, Verbänden und anderen Gruppen, kann für herausragende Leistungen oder Beiträge zur Landesverteidigung diese Auszeichnung verliehen werden.
Sie ist nach dem Department of Defense Distinguished Civilian Service Award („Auszeichnung des Verteidigungsministeriums für herausragende zivile Dienste“) die zweithöchste Auszeichnung des DoD.